# Рандон, Люсиль
Люси́ль Рандо́н (фр. Lucille Randon; 11 февраля 1904, Алес, Гар, Лангедок-Руссильон, Франция — 17 января 2023) — французская супердолгожительница, чей возраст был подтверждён Исследовательской группой геронтологии (GRG) и Книгой рекордов Гиннесса. После смерти Онорин Ронделло в октябре 2017 года стала старейшим живущим верифицированным жителем Франции. 18 июня 2019 года стала старейшим живущим верифицированным жителем Европы. 19 апреля 2022 года, после смерти Канэ Танаки, Люсиль стала старейшим живущим жителем планеты.
Люсиль Рандон была последним живущим человеком, родившимся в 1904 году, и пережила всех, родившихся на три года позже её. На момент смерти её возраст составлял 118 лет 340 дней — она не дожила всего 25 дней до своего 119-летия, и стала первым человеком в истории, умершим в 118 полных лет.
Люсиль является четвёртым старейшим человеком в истории, уступая лишь Жанне Кальман, Канэ Танаке и Саре Носс.

## Биография

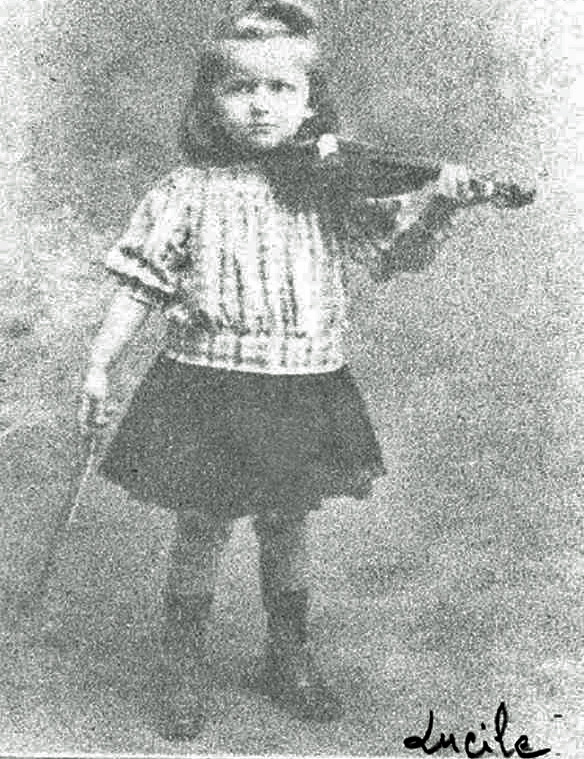
Люсиль Рандон. Фото сделано между 1907 и 1910 годом

Родилась 11 февраля 1904 года в Алесе.
Отцом Люсиль был школьный учитель Поль Рандон. У Люсиль была сестра-близнец, которая умерла в 1905 году, в возрасте 18 месяцев.
В 1915 году Люсиль переехала к брату в Гудан, затем в Сен-э-Уаз.
В 1916 году Рандон устроилась гувернанткой в марсельскую семью. В 1920 году она поехала в Версаль и стала учителем детей другой семьи. В 1922 году она вновь сменила семью, где проработала 14 лет гувернанткой.
Люсиль выросла в протестантской семье, но в 1923 году она перешла из протестантизма в католицизм и стала послушницей в монастыре. В 1943 завершила своё послушничество и приняла монашество в парижском монастыре Maison des Filles de la Charité на улице дю Бак и получила церковное имя Андре, выбранное в честь её брата, которого она называла одновременно «отцом, матерью и няней».
В 1945 году она устроилась в больницу в городе Виши, чтобы помогать сиротам и старикам, где трудилась 28 лет.
В 1979 году она поступила в монастырь в Савойе, где провела 30 лет. В 2009 году она прибыла в Тулон и поступила в местный монастырь Сент-Катрин-Лабуре в возрасте 105 лет.

### Последние годы жизни
Рандон была слепой и прикованной к инвалидному креслу с начала 2010-х годов.
Когда ей исполнилось 115 лет, Папа Франциск отправил ей личное письмо и благословил чётки. В 2021 году она сказала, что была счастлива в своём доме, хотя и хотела присоединиться к своим бабушке и дедушке и брату Андре. В свой последний, 118-й день рождения в феврале 2022 года Рандон получила поздравительную записку от Президента Франции Эмманюэля Макрона.
В январе 2021 года в доме престарелых, в котором жила Рандон, произошла вспышка COVID-19. 16 января у неё также был диагностирован вирус. Болезнь протекала полностью бессимптомно. 8 февраля Рандон была объявлена выздоровевшей, что сделало её старейшей из известных людей, выживших во время пандемии COVID-19.
Люсиль Рандон умерла во сне 17 января 2023 года в возрасте 118 лет и 340 дней в монастыре Сент-Катрин-Лабуре.